# Melamphaes polylepis
Melamphaes polylepis är en fiskart som beskrevs av Ebeling 1962. Melamphaes polylepis ingår i släktet Melamphaes och familjen Melamphaidae. Inga underarter finns listade i Catalogue of Life.